# جينشين إمباكت
جينشين إمباكت (بالإنجليزية: Genshin Impact)‏ هي لعبة فيديو أكشن تقمص الأدوار مصنفة كألعاب عالم مفتوح من نشر وتطوير ميهويو، صدرت في 28 سبتمبر 2020 وتعمل على أنظمة نيتيندو سويتش (حديثًا)، أندرويد، آي أو إس، ويندوز، بلاي ستيشن 4 وبلاي ستيشن 5.
تتميز اللعبة بخريطة مفتوحة للعالم مع تضاريس مختلفة يمكن للاعب استكشافها عن طريق المشي والتسلق والسباحة والتحليق. تنتشر العديد من الأشياء والمواقع المهمة في جميع أنحاء الخريطة.
حصلت اللعبة على أكثر من 100 مليون عملية تنزيل على جوجل بلاي.